# Congrés Ornitològic Internacional
El Congrés Ornitològic Internacional (en anglès International Ornithological Congress, sovint abreujat amb l'acrònim IOC és el més antic dels congressos internacionals d'ornitòlegs. Des del 2010 els organitza la Unió Internacional d'Ornitòlegs (UIO) oen anglès International Ornithologists' Union (IOU). Des del 21 d'agost del 2010, va succeir al Comitè Ornitològic Internacional. El primer congrés va tenir lloc el 1884. Fins al 1926, es feia a dates irregulars, però d'aleshores ençà es va organitzar-ne un cada quatre anys. S'ha esdevingut un parèntesi durant les dues guerres mundials. El congrés és organitzat per un grup de treball dins de l'IOU, compost dels comitès locals i nacional del país on té lloc el congrés. Aquest grup organitza el congrés i n'elabora les actes.
Publica la IOC World Bird List (Llista dels ocells del món), un document d'accés obert que serveix per facilitar la comunicació mundial en ornitologia i en conservació dels ocells. Actualitzen aquesta llista dues vegades per any. El 2022 conté 10.928 éspècies viues i 160 d'extints, la classificiació de 44 ordes, 253 famílies i 2376 gèneres així com les espècies noves i altres canvis en la taxonomia.

## Llista dels congressos[6]
1. 1884: Viena (Àustria)
2. 1891: Budapest (Hongria)
3. 1900: París (França)
4. 1905: Londres (Gran Bretanya)
5. 1910: Berlín (Alemanya)
6. 1926: Copenhaguen (Dinamarca)
7. 1930: Amsterdam (Països Baixos)
8. 1934: Oxford (Gran Bretanya)
9. 1938: Rouen (França)
10. 1950: Uppsala (Suècia)
11. 1954: Basilea (Suïssa)
12. 1958: Hèlsinki (Finlàndia)
13. 1962: Ithaca (Nova York) (Estats Units)
14. 1966: Oxford (Regne Unit)
15. 1970: La Haia (Països Baixos)
16. 1974: Canberra (Austràlia)
17. 1978: Berlín (Alemanya)
18. 1982: Moscou (Rússia)
19. 1986: Ottawa (Canadà)
20. 1990: Christchurch (Nova Zelanda)
21. 1994: Viena (Àustria)
22. 1998: Durban (Àfrica del Sud)
23. 2002: Pequín (Xina)
24. 2006: Hamburg (Alemanya)
25. 2010: Campos do Jordão (Brasil)
26. 2014: Tòquio (Japó)
27. 2018: Vancouver (Canadà)
28. 2022: Primer congrés virtual, en col·laboració amb la Universitat de KwaZulu-Natal[7]